# Dome (Gana)
Dome (pronuncia-se Dor-mi) é uma cidade no distrito municipal de Ga do Leste, um distrito na região da Grande Acra, em Gana. Em 2012, Dome era o décimo nono maior assentamento em Gana, em termos de população, com uma população de 78.785 pessoas.